# Såstein

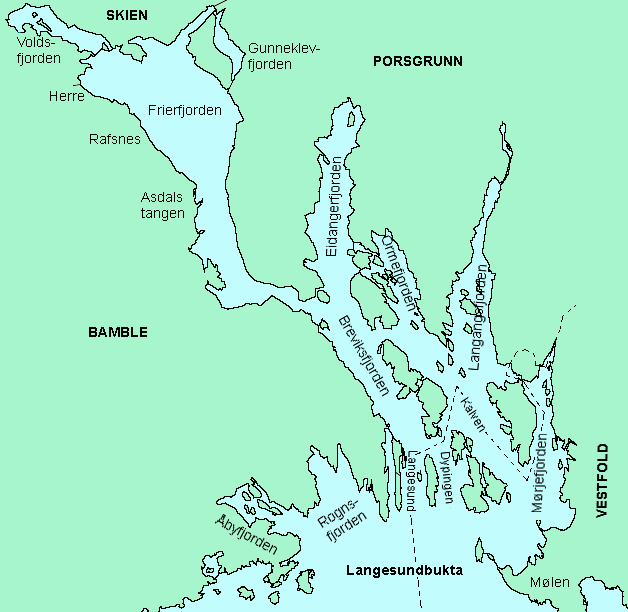
Såstein är ön strax till vänster om texten Langesandsbukta

Såstein är två mindre öar i Langesundsbukta i Bamble kommun i Norge. 31 juli 2009 gick fartyget Full City på grund vid ön och orsakade ett större oljeutsläpp.